# António Ribeiro de Carvalho
António Germano Guedes Ribeiro de Carvalho CvTE • OTE • ComC • ComA (Chaves, 30 de outubro de 1889 – Lisboa, 17 de fevereiro de 1967) foi um oficial do Exército Português.

## Biografia
Exerceu importantes funções políticas durante a Primeira República Portuguesa, incluindo as de Ministro da Guerra durante o 39.º Governo da República (1923-1924). Destacou-se como opositor ao regime do Estado Novo.
Major, a 26 de Abril de 1919 foi feito Comendador da Ordem Militar de São Bento de Avis, a 28 de Junho de 1919 foi feito Comendador da Ordem Militar de Nosso Senhor Jesus Cristo, a 5 de Outubro de 1919 foi feito Cavaleiro da Antiga e Muito Nobre Ordem Militar da Torre e Espada, do Valor, Lealdade e Mérito e a 5 de Fevereiro de 1922 foi elevado a Oficial da mesma Ordem.
Foi iniciado na Maçonaria, no Grande Oriente Lusitano Unido.